# Txalaparta
|  | Per a altres significats, vegeu «txalaparta (editorial)». |

La txalaparta és un instrument de percussió tradicional basc amb un clar equivalent en el semantron o toacă de l'Església Ortodoxa. És possible que la txalaparta constitueixi l'únic vestigi entre la cristiandat occidental d'un ritual de cridada a la litúrgia anterior al Cisma d'Orient.
La txalaparta clàssica es compon generalment de dos suports (cistells, cadires, banquets, etc.), sobre aquests algun material aïllant (fulla de blat de moro, sacs vells enrotllats, herba seca, etc.) i sobre això un tauló que és copejat amb quatre pals (dos cada txalapartari). Les fustes més utilitzades per al tauló han estat l’Alnus, freixe, castanyer o altres del país. Encara que tradicionalment cada txalaparta solia tenir dues o tres taules de fusta, recentment és habitual trobar txalapartes formades per una dotzena de taules.

## Músics

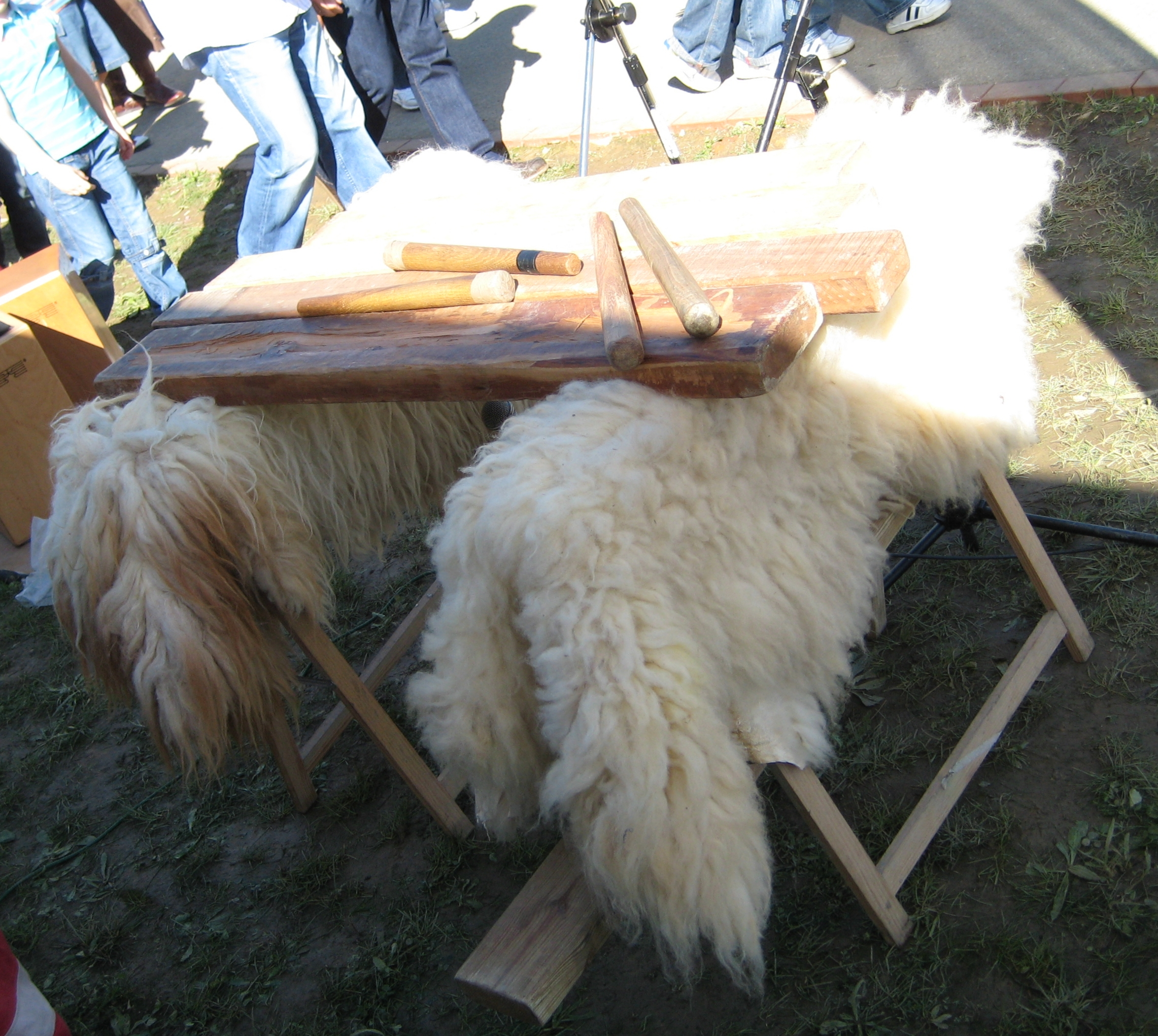
Txalaparta de dos taulons sobre pell de xai

Juan Mari Beltran ha estat un dels que va reviure la txalaparta gràcies la transmissió dels germans Zuaznabar i Goikoetxea, que va estar a punt de desaparèixer. El duo de bessones Ttukunak i Oreka TX s'han convertit en els referents que donen a conèixer aquest instrument. Ttukunak ha dut la txalaparta per tot el món, des del Royal Festival Hall de Londres fins al festival de percussió bahià PercPan -dirigit llavors per Gilberto Gil-, passant per diferents punts d'Àsia, Amèrica, Àfrica i Europa. També sobresurten de manera extraordinària el grup multi-comunitari TTAK AT!, participant en festes populars i concerts varis, a més de festes multitudinàries com els San Fermines.
L'escola d'Hernani ha estat un bressol de txalapartaris, on han sortit Harkaitz (Kepa Junkera, Oreka Tx), Felipe (germans Ugarte), Sergio (Zuratean, Luis de Pablo, Edu Muruamendiaraz)... on se celebra cada any la TXALAPARTA FESTA que congrega a txalapartaris de tot el País Basc i altres punts de l'estranger. Hi ha altres punts del País Basc on han sortit i segueixen sortint txalapartaris talentosos com Hondarribia i altres zones de Biscaia.

## Tocs de la txalaparta
Hi ha diversos tocs que han evolucionat a altres més moderns.
- Tradizonala (tradicional)
- Laukitua (toc modern)
- Hirukoa (de tres)
- Papua (en honor de la tribu papua africana)
- Bostekoa (de cinc)
- Bassa (vals)
- Ezpata Dantza (dansa de l'espasa)